# Tony Ferreira
Tony Ferreira nome artístico de Antônio Ferreira Pinto Filho (Florianópolis, 20 de setembro de 1943 — São Paulo, 12 de outubro de 1994), foi um ator e cantor brasileiro. Suas atividades artísticas eram em televisão, teatro e cinema.

## Biografia
Antônio Ferreira Pinto Filho - nome completo do ator - nasceu em Florianópolis. Sua carreira teve início aos 10 anos em sua cidade natal, como cantor do "Clube do Guri", na Rádio Guarujá.
Em seguida, Tony começou a despontar no teatro amador, partindo depois para as radionovelas. Passou o início dos anos 60 trabalhando como radioator, até começar a achar Florianópolis pequena para suas pretensões. Foi para o Rio em 1965, tendo estreado no Teatro Tablado uma semana depois de sua chegada. O convite foi feito pela então diretora Odília Cameirão, já que o ator titular da peça "Androcles e o Leão" havia adoecido.
Em 1972, participou de sua primeira telenovela, Selva de Pedra. Durante a década de 70 e 80 integrou o elenco de diversas novelas , como Mandala, Água Viva, Coração Alado, Estúpido Cupido, entre outras. Está última, na opinião de Tony, foi a que lhe proporcionou o personagem mais popular na televisão, o Cabo Fidélis, namorado da personagem da atriz Vic Militello. Na televisão fez ainda casos especiais e programas humorísticos, entre outros trabalhos.
No cinema, Tony considerava como suas melhores participações, O seminarista, Amor Maldito, O velhinho da Colombo, e Viver de Morrer.
Os destaques da trajetória teatral do ator são A mandrágora, Tudo no Escuro, Trair e coçar é só começar, Filhos do Silêncio, e Sua excelência, o candidato.
No começo dos anos 90, solteiro e sem filhos, Tony voltou a morar em Florianópolis. Morreu em 1994, aos 51 anos, vítima de insuficiência respiratória aguda, em decorrência da AIDS , segundo informou sua família, em São Paulo, onde estava havia dois meses na casa de uma irmã. Foi sepultado em Guarulhos.

## Filmografia

### Televisão
| Ano  | Título                   | Personagem                                 | Notas                              |
| ---- | ------------------------ | ------------------------------------------ | ---------------------------------- |
| 1992 | As Noivas de Copacabana  | Dr. Guerra                                 | [ 3 ]                              |
| 1991 | O Portador               | Comendador Ramos                           |                                    |
| 1990 | La Mamma                 | Luigi Vampa                                |                                    |
| 1988 | Olho por Olho            | Félix Pompeu                               |                                    |
| 1987 | A Rainha da Vida         | Advogado Ramos                             |                                    |
| 1987 | Mandala                  | Delegado Hélio Seixas                      |                                    |
| 1985 | Corpo a Corpo            | Apresentador do concurso "Mulheres do Ano" |                                    |
| 1985 | Um Sonho a Mais          | Afonso                                     |                                    |
| 1984 | Partido Alto             | Delegado                                   |                                    |
| 1984 | Anjo Maldito             | Tomás                                      |                                    |
| 1983 | O Bem-Amado              | Antonino                                   | Episódio: "A Reabertura Jogatícia" |
| 1982 | Final Feliz              | Gastão                                     |                                    |
| 1981 | Baila Comigo             | Edmundo                                    |                                    |
| 1980 | Coração Alado            | Jaime                                      |                                    |
| 1980 | Água Viva                | Waldir                                     |                                    |
| 1979 | Carga Pesada             | Dr. Veloso                                 | Episódio: "Adeus, Dequinha"        |
| 1978 | Pecado Rasgado           | Júlio                                      |                                    |
| 1978 | Sinal de Alerta          | Padre Mauro                                |                                    |
| 1977 | O Astro                  | Gilberto                                   |                                    |
| 1977 | Sem lenço, sem documento | Gouveia                                    |                                    |
| 1976 | Estúpido Cupido          | Fidélis                                    |                                    |
| 1975 | O Grito                  | Grandalhão                                 |                                    |
| 1975 | Escalada                 | Bruno                                      |                                    |
| 1974 | Fogo Sobre Terra         | Delegado Amaro                             |                                    |
| 1973 | Cavalo de Aço            | Dr. Castro                                 |                                    |
| 1972 | Selva de Pedra           | Delegado Lima                              |                                    |
| 1972 | Caso Especial            | —                                          | Episódio: "A Dama das Camélias"    |

### Cinema
| Ano  | Título                            | Personagem                    | Notas                             |
| ---- | --------------------------------- | ----------------------------- | --------------------------------- |
| 1984 | Amor Maldito                      | Advogado de defesa            |                                   |
| 1980 | O Grande Palhaço                  | Apresentador do circo de luxo |                                   |
| 1979 | Inquietações de Uma Mulher Casada | Telmo                         |                                   |
| 1979 | Milagre - O Poder da Fé           | —                             |                                   |
| 1977 | Noite em Chamas                   | João                          |                                   |
| 1977 | O Seminarista                     | Luciano Feitosa               |                                   |
| 1976 | As Mulheres Que Dão Certo         | Raul                          | Segmento: "O Velhinho da Colombo" |
| 1976 | Xica da Silva                     | —                             |                                   |
| 1976 | O Ibraim do Subúrbio              | Dudu                          |                                   |
| 1976 | O Monstro de Santa Teresa         | —                             |                                   |